# Список повествовательных приёмов
Повествовательный приём (повествовательная техника), также известные в литературоведении как литературная техника, литературный приём — это специализированный метод, который использует автор, чтобы передать то, что хочет читатель; это стратегия, используемая при создании повествования для передачи информации читателю и, в частности, для развития повествования, обычно для того, чтобы сделать его более полным, сложным или интересным. Литературные приёмы отличаются от литературных элементов.
Понятие «повествовательная техника» широко используется в теории повествования (нарратологии) и применяется для обозначения суммы повествовательных приёмов, используемых автором при написании литературных произведений.
Повествовательная техника — это особый вид литературного приёма, который используется при рассказывании историй. Некоторые повествовательные техники широко используются и могут быть найдены в большинстве историй, в то время как другие распространены строго в определённых жанрах. Одним из наиболее широко используемых методов повествования является «подстрекательство к инциденту» — это момент в истории, когда всё меняется для главного героя, отмечая точку, когда центральный конфликт вступает в действие.
Ниже представлен список таких повествовательных приёмов.

## Окружение, обстановка
- Сеттинг (англ. Setting; с англ. — «помещение, установка, обстановка»[8]) — среда, в которой происходит действие; место, время и условия действия. Сеттинг может рассматриваться в настольных и компьютерных играх, в фильмах, художественных произведениях, новостях и др. Описывая сеттинг, пользователь определяет свойства реальности, моделируемой медиапродуктом[8]. Сеттинг — это как время, так и географическое положение в повествовании. Литературный элемент «сеттинг» инициирует основной фон и настроение истории, часто называемый миром истории. В романе Джеймса Джойса «Улисс» (1922) всё действие происходит в одном городе (Дублин) в один день (16 июня 1904 года).

## Сюжет
- Предыстория[англ.] — история, которая предшествует событиям в рассказываемой истории — прошлые события или предыстория, которые придают смысл текущим обстоятельствам. Хотя действие трилогии «Властелин колец» происходит в относительно короткий период, ближе к концу 3021 года Третьей эпохи, повествование даёт представление о мифологических и исторических событиях, которые произошли ранее в Третьей эпохе, предшествовавшей действию в романе, а также в Первой и Второй эпохах.
- Клиффхэнгер — художественный приём в создании сюжетной линии (в основном, в кино- и телесериалах), в ходе которой герой сталкивается со сложной дилеммой или последствиями своих или чужих поступков, но в этот момент повествование обрывается, таким образом, оставляя развязку открытой до появления продолжения. Этот приём часто используется авторами, чтобы увеличить вероятность того, что зрители будут заинтересованы в продолжении в надежде узнать, чем закончилась история. Клиффхэнгерами заканчивались все эпизоды (кроме, естественно, последнего) американских киносериалов 1930-х — 1950-х годов (например, «Таинственный доктор Сатана», «Человек с марсианского летающего диска»); ныне этот приём нередко используется и в телесериалах (например, «Декстер», «Во все тяжкие»[9]).
- Ненадёжный рассказчик — герой-повествователь, сообщающий заведомо недостоверную информацию. При этом происходит нарушение негласного договора между автором и читателем, согласно которому события должны описываться достоверно[10]. Такой рассказчик искажает концовку, раскрывая, почти всегда в конце повествования, что он манипулировал или сфабриковал предыдущую историю, тем самым заставляя читателя усомниться в своих предыдущих предположениях о тексте[11]. Такой рассказчик неискренен или вносит предвзятость в своё повествование и, возможно, вводит читателя в заблуждение, скрывая или преуменьшая события, персонажей или мотивы. Яркий пример: детективный роман Агаты Кристи «Убийство Роджера Экройда», в нём присутствует неожиданный поворот сюжета в конце повествования, в последней главе главный герой, врач Джеймс Шеппард, признаётся, каким ненадежным рассказчиком он был. В кинематографе эта техника часто используется в фильмах нуар.
- Обрамление или Сюжет в сюжете — вид композиции повествовательного произведения, при котором одна или несколько фабульных единиц (новелл, сказок, басен, притч) объединяются путём включения их в самостоятельную фабульную или нефабульную единицу — рамку. Внесюжетный элемент повествования: фрагмент текста художественного произведения, напрямую не связанный с основным повествованием, но подчинённый главной мысли произведения[12]. Основная история, которая порождает связующую серию более коротких историй. Ранние примеры: «Панчатантра», «Калила ва Димна», «Тысяча и одна ночь», «Декамерон». Современный пример: в романе Стивена Кинга «Ветер сквозь замочную скважину» главный герой рассказывает спутникам историю из своего прошлого, и в ней он рассказывает другую относительно не связанную историю.
- Отвлекающий манёвр — то, что вводит в заблуждение или отвлекает от соответствующего или важного вопроса[13]. Ложная улика, предназначенная для того, чтобы привести следователей к неправильному решению[14]. Тип дезориентации, приём, предназначенный для отвлечения главного героя и, следовательно, читателя, от правильного ответа или от места соответствующих подсказок или действий. Такой поворот сюжета наиболее характерен для жанров «детектив» и «мистерия». Например, в детективной литературе невиновный может быть намеренно изображён как крайне подозрительный персонаж с помощью соответствующего акцента или описательных приёмов, чтобы отвлечь внимание от истинного преступника.
- Оти — внезапное прерывание потока игры слов, указывающее на окончание ракуго или кобанаси (в искусстве Японии).
- Парадокс предопределения — парадокс путешествия во времени, когда путник попадает в петлю событий, которые «предопределяют» его путешествие назад во времени. В телесериале «Доктор Кто» главный герой неоднократно оказывается вынужденным путешествовать назад во времени из-за чего-то, что сделал его будущий персонаж.
- Повествовательный крючок[англ.] — литературный приём в начале истории, который «зацепляет» внимание читателя, чтобы он продолжал читать. «Вступление» может состоять из нескольких абзацев для короткого рассказа или нескольких страниц для романа, но в идеале это должно быть первое предложение в книге[15][16].

- Поворот сюжета — это происшествие, изменяющее ситуацию в фильме или сериале с точки зрения героя и/или зрителя[17]. Точка в сценарии, где история сворачивает в какое-то неожиданное русло, и таким образом, автор делает своё произведение более непредсказуемым, а значит и интересным для зрителей[18][19][20]. Ранним примером произведения со множеством сюжетных поворотов была сказка «Тысячи и одной ночи» «Три яблока[англ.]». Она начинается с того, что рыбак обнаруживает запертый сундук. Первый поворот происходит, когда внутри обнаруживается труп. Первоначальный поиск убийцы терпит неудачу, и следующий сюжетный поворот происходит, когда появляются двое мужчин, по отдельности утверждающих, что они убийцы[21][22].
- Поэтическая справедливость[англ.] — литературный приём, в котором в конечном счете добродетель вознаграждается, а порочность наказывается. В современной литературе[23] это часто сопровождается ироничным поворотом судьбы, связанным с собственными действиями персонажа[24]. Хитрый Койот в каждом мультфильме придумывает разнообразные хитроумные приспособления, чтобы поймать Дорожного Бегуна, но в итоге все его планы проваливаются, а зачастую он оказывается пойманным своими собственными же ловушками. Наказание за каждый грех в «Аду» Данте — символический пример поэтической справедливости.
- Предзнаменование — литературный приём, при котором писатель заранее намекает на то, что произойдет позже. Предзнаменование часто появляется в начале рассказа или главы, и это помогает читателю сформировать ожидания относительно предстоящих событий[25][26]. Представляет собой неявные, но намеренные усилия автора предложить события, которые ещё не произошли в процессе повествования. См. также Чеховское ружьё.
- Самоисполняющееся пророчество — предсказание, которое косвенно влияет на реальность таким образом, что в итоге оказывается верным. Ранние примеры: легенда об Эдипе и история Кришны в «Махабхарате». Современный пример: в «Гарри Поттере», когда Волан-де-Морт услышал пророчество (сделанное Сибиллой Трелони[англ.] Дамблдору) о том, что мальчик, родившийся в конце июля, чьи родители трижды бросили вызов Волан-де-Морту и выжили, будет отмечен как равный ему. Из-за этого пророчества Волан-де-Морт разыскал Гарри Поттера (полагая, что он и есть тот мальчик, о котором говорилось) и попытался убить его. Родители Гарри погибли, защищая его, и когда Волан-де-Морт попытался наложить на мальчика смертельное проклятие, оно отрикошетило и забрало бо́льшую часть его силы, а также дало Гарри Поттеру уникальную способность и связь с Тёмным Лордом, тем самым отметив его как равного себе.
- Ситуация «тикающей бомбы» — угроза надвигающейся катастрофы, часто используется в триллерах, где спасение и побег являются важными элементами. В постапокалиптическом[англ.] романе «На берегу» главные герои сталкиваются с растущей радиоактивностью, дрейфующей через экватор в сторону Австралии. Осознание того, что мучительная смерть персонажей, судя по всему, произойдет раньше, чем ожидалось, усиливает остроту и чувство безотлагательности, испытываемые персонажами и читателем.
- Флешбэк — художественный приём, прежде всего в кинематографе, с вре́менным прерыванием последовательности повествования с целью показа неких событий в прошлом. Противоположность флешфорварда. Сказка «Тысячи и одной ночи» «Три яблока[англ.]» начинается с обнаружения в сундуке мёртвой девушки. После того, как убийца раскрывает себя, он рассказывает о мотивах убийства в виде воспоминаний о событиях, приведших к обнаружению её мёртвой в начале истории. Современные примеры — фильмы «Марни», «Однажды на Диком Западе», роман «Досье ODESSA[англ.]».
- Флешфорвард — частный случай пролепсиса: повествовательная техника, состоящая в отклонении от реальности и повествования в будущее. Часто представляет события, которые ожидаются, прогнозируются или воображаются, чтобы произойти в будущем. Они также могут раскрыть важные части истории, которые еще не произошли, но скоро будут подробно описаны. Противоположность флешбэка. Классический пример: «Рождественская песнь в прозе» Чарльза Диккенса (сцена с явлением мистеру Скруджу призрака будущего); современный пример: последние сезоны телесериала «Остаться в живых».
- Чеховское ружьё — принцип драматургии, согласно которому каждый элемент повествования должен быть необходим, а несущественные элементы должны быть удалены; в истории не должно появляться элементов, обманывающих ожидания аудитории тем, что никогда не играют роль в дальнейших событиях. «Нельзя ставить на сцене заряженное ружьё, если никто не имеет в виду выстрелить из него. Нельзя обещать» — письмо А. П. Чехова писателю Александру Лазареву (Грузинскому) от 1 ноября 1889 года[27][28][29]. «Если вы в первом акте повесили на стену пистолет, то в последнем он должен выстрелить. Иначе — не вешайте его» — Илья Гурлянд, лето 1889 года[30][31].
- Эвкатастрофа — внезапный поворот событий в истории, который гарантирует, что главный герой не встретит какую-то ужасную, надвигающуюся и очень правдоподобную и вероятную гибель[32]. Противоположность перипетии. Приём придуман Дж. Р. Р. Толкином. В конце «Властелина колец» Голлум насильно забирает Кольцо Всевластья у Фродо, предполагая, что Саурон в конечном итоге захватит Средиземье. Однако Голлум празднует свою победу слишком рьяно и неуклюже падает в лаву, в результате чего кольцо разрушается, а вместе с ним исчезает и сила Саурона. В некотором смысле Голлум делает то, что Фродо и Братство Кольца намеревались сделать на протяжении всего сюжета трилогии, а именно: бросить кольцо в огненное озеро в сердце Ородруина.
- In medias res — термин традиционной поэтики, обозначающий начало действия или повествования с центрального эпизода фабулы (его завязки или даже одной из перипетий) без предварения его экспозицией и предысторией, излагаемыми от лица автора или вводимыми в монологах и диалогах действующих лиц. Данный приём активно использован в «Лузиадах» Луиша де Камоэнса (повествование начинается в середине морского путешествия в Индию и контекстуализируют начало упомянутого путешествия; а также историю Португалии, когда капитан корабля рассказывает об этом африканскому королю), в «Илиаде» и «Одиссее» (история начинается с возвращения Одиссея домой на Итаку, а затем в воспоминаниях рассказывается о его десяти годах скитаний после Троянской войны) Гомера.

См. также Сюжетный ход

## Перспектива, ракурс
- Слом четвёртой стены — разрушение воображаемой стены между персонажами и аудиторией. Автор или персонаж обращается к читателям (зрителям) напрямую, что может быть попыткой расширить мир истории, чтобы создать иллюзию, будто они включены в неё. Часто к своим зрителям-детям напрямую обращаются персонажи «Улицы Сезам» и «Даши-следопыта». Этот приём активно применяется создателями сериала «Карточный домик», чтобы зрители могли понять, о чём думает и что планирует его главный герой, Фрэнк Андервуд. Главный герой фильма «Феррис Бьюллер берёт выходной» регулярно обращается к зрителям, объясняя свои мысли и поступки.
- Магический реализм — художественный метод, в котором магические (мистические) элементы включены в реалистическую картину мира[33]. Описание событий в реальном мире, но с магическими атрибутами, часто включающими местные обычаи и выдуманные верования. Отличается от городского фэнтези тем, что сама магия не находится в центре сюжета. Такие известные писатели как Габриэль Гарсиа Маркес, Хорхе Луис Борхес, Салман Рушди часто использовали «магический реализм» в своих произведениях.
- Мультиперспектива[англ.] — повествование, в котором аудитории представлено более одной точки зрения. История подаётся с точек зрения нескольких персонажей, которые включают различные эмоции и взгляды действующих лиц на различные события или обстоятельства, которые могут не ощущаться другими персонажами в истории. Этим приёмом успешно пользовался кинорежиссёр Роберт Олтмен во многих своих фильмах. Примечательные литературные примеры: роман Роберто Боланьо «2666»; антироман Владимира Набокова «Бледный огонь».
- Остранение — приём, имеющий целью вывести читателя «из автоматизма восприятия». Например, автор берёт повседневный предмет и представляет его странно незнакомым образом, чтобы аудитория увидела объект по-новому. Термин введён русским литературоведом Виктором Шкловским в 1916 году. Пример: в «Путешествиях Гулливера» Джонатана Свифта, когда Гулливер посещает Страну Великанов и видит вблизи кожу женщины-великанши, то понимает, что она (кожа) отнюдь не гладкая и красивая, как видится со стороны[34]. Другим распространённым методом отстранения является «придание странности» истории (фабуле) путем создания искажённого сюжета.
- Поток сознания — художественный приём и тип повествования в литературе XX века, преимущественно модернистского направления, непосредственно воспроизводящий душевную жизнь персонажа посредством словесной регистрации разнородных проявлений психики (переживания, ассоциации, воспоминания и т. п.), которые чаще всего передаются вне всякой логической и причинно-следственной связи — по принципу звуковых, зрительных и прочих ассоциаций. Автор использует повествовательные и стилистические приёмы, чтобы создать ощущение неотредактированного внутреннего монолога, характеризующегося скачками в синтаксисе и пунктуации, которые прослеживают фрагментарные мысли и чувственные ощущения персонажа. Не следует путать с понятием свободное письмо. Яркий пример: роман Джеймса Джойса «Улисс» (например, в одном эпизоде главный герой прогуливается по городу, думая: «Ананасные леденцы, лимонный цукат, сливочные тянучки. Липкослащавая девица целыми совками насыпает ириски учителю из Христианских братьев… Какой-нибудь школьный праздник. Один вред для детских животиков. Сладости и засахаренные фрукты, поставщик Его Величества Короля. Боже. Храни. Нашего. Сидит у себя на троне, обсасывает красные карамельки до белой начинки»)[35].
- Рассказ от первого лица — способ повествования, где история излагается персонажем, т.е. повествователем, являющимся либо главным, либо второстепенным участником сюжетного действия. Известные примеры: от первого лица историю рассказывает Гекльберри Финн в «Приключениях Гекльберри Финна»; второстепенный персонаж, доктор Ватсон, от своего лица рассказывает о совместных приключениях с Шерлоком Холмсом. Также этот приём активно используется в кинофильме «Волк с Уолл-стрит»: главный герой рассказывает о событиях на протяжении всей ленты, обеспечивая ясность, которую нельзя было бы получить только из видеоряда и диалогов.
- Рассказ от второго лица — способ повествования, где история излагается от второго лица. Примеры: «Севастопольские рассказы» Льва Толстого, роман «Если однажды зимней ночью путник» Итало Кальвино.
- Рассказ от третьего лица — способ повествования, где история излагается от третьего лица. Текст, написанный как бы безличным рассказчиком, на которого события в истории не влияют. Может быть «всеведущим» или «ограниченно осведомлённым». Таким способом написаны подавляющее большинство произведений. Яркие примеры: серия фэнтези-романов «Песнь льда и огня» (несколько повествователей от третьего лица, которые меняются с каждой главой); в романе «Мастер и Маргарита» рассказчик «всеведущий».
- Суррогат автора[англ.] или Аватар автора — персонаж, основанный на авторе произведения, обычно для поддержки его личных взглядов. Иногда, намеренно или нет, — идеализированная его версия. Такой архетип персонажа называется Мэри Сью или Марти Сью. Платон редко говорил «от себя» в своих «диалогах», обычно приписывая все слова своему учителю Сократу. Во «Втором письме» он написал: «Никаких сочинений Платона не существует и никогда не будет существовать, но те, о которых сейчас говорят, что они принадлежат ему, — это сочинения Сократа, ставшие прекрасными и новыми».
- Суррогат аудитории — персонаж, который выражает вопросы и замешательство аудитории, с которым читатели (зрители) могут отождествить себя. Часто используется в детективной и научной фантастике, где рядовой персонаж спрашивает главного героя, как они совершили определённые поступки, с целью побудить этого героя объяснить (для любопытной аудитории) его (её) методы, или персонаж просит относительно образованного человека объяснить, что составляет предысторию[36]. Яркие примеры: доктор Ватсон в произведениях о Шерлоке Холмсе; Скотт Зло в серии фильмов об Остине Пауэрсе. Спутники Доктора Кто, как правило, наши современники, нужны в том числе и для того, чтобы инопланетный Доктор объяснял зрителям свои неочевидные поступки, мысли, умозаключения. Также в качестве «суррогата аудитории» выступает Дженнифер Мелфи из телесериала «Клан Сопрано».

## Стиль
- Аллегория — художественное представление идей (понятий) посредством конкретного художественного образа или диалога. Выражение посредством символических вымышленных фигур и действий истин или обобщений о человеческом поведении или опыте. Яркий пример: «Лев, колдунья и платяной шкаф» Клайва Стейплза Льюиса — это религиозная аллегория, в которой Аслан играет Христа, а Эдмунд — Иуду[37].
- Аллитерация — прием звуковой организации, состоящий в повторении одинаковых или сходных согласных в начальных слогах слов. В фильме «V — значит вендетта» главный герой произносит несколько монологов с интенсивным использованием аллитерации, вот пример одного из них: «Voilà! In view, a humble vaudevillian veteran, cast vicariously as both victim and villain by the vicissitudes of Fate. This visage, no mere veneer of vanity, is a vestige of the vox populi, now vacant, vanished, as the once vital voice of the verisimilitude now venerates what they once vilified. However, this valorous visitation of a bygone vexation stands vivified, and has vowed to vanquish these venal and virulent vermin vanguarding vice and vouchsafing the violently vicious and voracious violation of volition. The only verdict is vengeance; a vendetta held as a votive, not in vain, for the value and veracity of such shall one day vindicate the vigilant and the virtuous. Verily, this vichyssoise of verbiage veers most verbose vis-à-vis an introduction, and so it is my very good honor to meet you and you may call me V.» Обратите внимание сколько раз здесь использована буква v вообще и звукосочетание ви в частности, особенно учитывая невысокое распространение этой буквы в английских словах.
- Анаграмма — литературный приём, состоящий в перестановке букв или звуков определённого слова (или словосочетания), что в результате даёт другое слово или словосочетание.
- Бафос — литературный термин для описания забавных неудачных попыток возвышенного (то есть пафоса). Резкий переход в стиле от возвышенного к банальному, вызывающий юмористический эффект. Бывают как случайными, так и преднамеренными[38]. Пример: «Балерина грациозно встала на пуанты и вытянула одну стройную ногу за спину, как собака у пожарного гидранта»[39][40].
- Бессоюзие — стилистический приём; построение речи, при котором союзы, соединяющие предложение, опущены. Придаёт высказыванию стремительность, динамичность, помогает передать быструю смену картин, впечатлений, действий. Противоположный приём — многосоюзие.
- Гипербола — стилистическая фигура явного и намеренного преувеличения с целью усиления выразительности и подчёркивания сказанной мысли. Например: «я говорил это тысячу раз» или «нам еды на полгода хватит»[41]. Противоположный приём — литота.
- Драматическая визуализация — представление объекта или персонажа с обильными описательными деталями или имитационное воспроизведение жестов и диалогов, чтобы сделать сцену более наглядной или образно представить ее аудитории. Этот приём известен со времён «Тысячи и одной ночи»[42].
- Лейтвортстиль (в переводе с немецкого — «стиль ведущего слова») — повторение формулировки, часто с темой, в повествовании, чтобы убедиться, что она привлекает внимание читателя. Приём, при котором писатели используют повторяющуюся фразу, чтобы подчеркнуть важные темы и концепции в произведении[43]. Пример: повторяющаяся фраза «Так оно и есть» в романе Курта Воннегута «Бойня номер пять, или Крестовый поход детей».
- Литота — преуменьшение или нарочитое смягчение свойств, признаков, значений каких-либо предметов или явлений. Противоположный приём — гипербола.

Ваш шпиц — прелестный шпиц, не более напёрстка!

Я гладил всё его; как шёлковая шёрстка!
А. С. Грибоедов «Горе от ума» 
- Метонимия — вид тропа, словосочетание, в котором одно слово заменяется другим, обозначающим предмет (явление), находящийся в той или иной (пространственной, временной и т. п.) связи с предметом, который обозначается заменяемым словом («зал аплодировал» — ср. «люди в зале аплодировали», «чайник кипит» — ср. «вода в чайнике кипит»). Замещающее слово при этом употребляется в переносном значении. Не следует путать с приёмом синекдоха.
- Многосоюзие — типизированная модификация строевых синтаксических единиц, обладающих экспрессивным значением, является синтаксическим средством выражения экспрессивности[44]. Стилистическая фигура, состоящая в намеренном увеличении количества союзов в предложении. Замедляя речь вынужденными паузами или задавая ей определённый ритм, экспрессию и выразительность, многосоюзие подчёркивает роль каждого из слов, создавая единство перечисления и усиливая связность, логичность и эмоциональность текста. Яркий пример — в первой главе «Больших надежд» Чарльза Диккенса можно встретить такое предложение: A man who had been soaked in water, and smothered in mud, and lamed by stones, and cut by flints, and stung by nettles, and torn by briars; who limped, and shivered, and glared and growled; and whose teeth chattered in his head as he seized me by the chin (с англ. — «Человек, который был мокр насквозь, и задыхался в грязи, и искалечен камнями, и порезан кремнем, и ужален крапивой, и разорван шиповником; который хромал, и дрожал, и свирепо смотрел, и рычал; и чьи зубы стучали у него во рту, когда он схватил меня за подбородок»). Противоположный приём — бессоюзие.
- Оксюморон — образное сочетание противоречащих друг другу понятий; остроумное сопоставление противоречивых понятий, парадокс[45]; стилистическая фигура или стилистическая ошибка — сочетание слов с противоположным значением (то есть сочетание несочетаемого). Обладая краткостью и выразительностью, часто используются как заглавия литературных произведений, например, «Барышня-крестьянка», «Живой труп», «Честный вор».
- Ономатопея — звукоподражание, возникшее на основе фонетического уподобления неречевым звукокомплексам. Чаще всего ономатопеической[46] является лексика, прямо связанная с существами или предметами — источниками звука: например, глаголы типа «квакать», «мяукать», «кукарекать», «тарахтеть» и т. п.
- Парадокс[англ.] — аномальное сопоставление несочетаемых идей ради поразительного изложения или неожиданного понимания. Пример: «Это были лучшие времена, это были худшие времена» (Чарльз Диккенс, «Повесть о двух городах», 1859).
- Пародия — вид комической стилизации, целью которой является высмеивание имитируемого объекта. Комический образ художественного произведения, стиля, жанра[47]. Комическое подражание художественному произведению или группе произведений[48]. Mad — самый известный пародийно-сатирический журнал в мире.
- Пастиш — вторичное художественное произведение, представляющее собой имитацию стиля работ одного или нескольких авторов[49], стилизация, частный случай эклектики в искусстве. В отличие от пародии, пастиш не столько высмеивает, сколько чествует оригинал[50]. Примеры: произведения о Шерлоке Холмсе, написанные не Артуром Конаном Дойлем; произведения о Ктулху, написанные не Говардом Лавкрафтом.
- Пафос — приём обращения к эмоциям аудитории. Один из трёх методов убеждения в риторике, который автор использует, чтобы вызвать жалость или печаль по отношению к персонажу, обычно не уравновешивает страдания целевого персонажа положительным исходом, как в трагедии. В «Ромео и Джульетте» два главных героя совершают самоубийство при виде предположительно мёртвого возлюбленного (возлюбленной), однако зрители знают, что эти действия опрометчивы и не нужны. Таким образом, Шекспир создаёт эмоциональную привлекательность для ненужной трагедии, стоящей за опрометчивыми интерпретациями молодых персонажей о любви и жизни.
- Полиптотон — стилистическая схема, в которой повторяются однокоренные слова (например, «любимый» и «любовь»[51]; латинское выражение Vanitas vanitatum et omnia vanitas[52]). Родственным стилистическим приёмом является антанаклазис, в котором повторяется одно и то же слово, но каждый раз с новым смыслом.
- Сатира — резкое проявление комического в искусстве, представляющее собой поэтическое унизительное обличение явлений при помощи различных комических средств: сарказма, иронии, гиперболы, гротеска, аллегории, пародии и других. Классический пример: «Путешествия Гулливера»; современные примеры: кинофильм «Телесеть», мультсериал «Южный Парк».
- Усиление[англ.] — художественный приём, которым автор приукрашивает предложение, добавляя к нему больше информации, чтобы повысить его ценность и понимание. Например, банальное предложение «Дипломная работа была трудной» после применения этого приёма может превратиться в такое: «Дипломная работа была трудной: она потребовала обширных исследований, сбора данных, выборочных бесед, интервью и трудоёмкой работы на местах».
- Художественный образ — категория художественного творчества, форма истолкования и освоения мира с позиции определённого идеала, путём создания эстетически воздействующих объектов. Формирование мысленных образов сцены с использованием описательных слов, особенно с использованием органов чувств. Пример: «Когда сапоги с кожаным скрипом слетели с его ног, маленькую палатку сразу же наполнил запах закваски и рыбного рынка. Кожа на пальцах его ног была красной, огрубевшей и чувствительной. Зловонный воздух был таким ядовитым, что ему казалось, он почти чувствует вкус своих пальцев на ногах.»
- Цезура — пауза, особенно смысловая пауза, обычно ближе к середине стихотворения. Этот приём часто встречается в поэтической строке, грамматически связанной с концом предыдущей строки с помощью анжамбемана.
- Эвфуизм — характеризуется изысканно-витиеватым слогом и состоит из большого количества риторических фигур и образных выражений. Искусственный, весьма сложный способ письма или говорения. Техника названа в честь романа Джона Лили Euphues (1578), который изобилует такими фразами, например, «Разве не лучше испытывать отвращение к грехам, вспоминая о чужих ошибках, чем раскаиваясь в своих собственных безумствах?»
- Эффект дистанцирования[англ.] — приём, намеренно не позволяющий аудитории отождествлять себя с персонажами, чтобы позволить им быть хладнокровно изученными[53]. Термин популяризирован в XX веке известным немецким драматургом Бертольтом Брехтом.

См. также Фигура речи

## Тема
Основная статья: Тема (повествование)
- Ирония — сатирический приём, в котором истинный смысл скрыт или противоречит (противопоставляется) явному смыслу; вид тропа: выражающее насмешку лукавое иносказание, когда в контексте речи слова употребляются в смысле, противоположном их буквальному значению. Несоответствие между ожиданиями и реальностью проявляется в трёх формах: ситуационная ирония, когда ситуация характеризуется несоответствием между тем, что ожидается, и тем, что происходит на самом деле; драматическая ирония, когда персонаж не знает о ключевой информации, уже раскрытой аудитории (несоответствие здесь заключается в разных уровнях осведомлённости между персонажем и аудитория); и словесная ирония, когда человек утверждает одно, имея в виду другое. Разница между словесной иронией и сарказмом весьма несущественна и часто оспаривается. Неудачные обстоятельства и совпадения не являются иронией (но и не квалифицируются как трагические).
- Метафора — слово или выражение, употребляемое в переносном значении, в основе которого лежит сравнение предмета или явления с каким-либо другим на основании их общего признака. Например, «Слёзы рекой текли по её щекам».
- Тематический рисунок — вставка повторяющегося мотива в повествование. Распределение повторяющихся тематических концепций и моралистических мотивов между различными инцидентами и рамками истории. В искусно созданном рассказе тематический рисунок может подчеркнуть объединяющий аргумент или важную идею, которые имеют общее между собой разрозненные события и фреймы. Например, повесть Джона Стейнбека «О мышах и людях» содержит несколько сцен, посвящённых одиночеству[54].

## Персонаж
- Антропоморфизм — перенесение человеческого образа и его свойств на неодушевлённые предметы и животных, растения, природные явления, сверхъестественных существ, абстрактные понятия и др.[55][56][57][58] Яркие примеры: Пиноккио, Чеширский Кот.
- Гамартия — историческое понятие, трагический изъян характера главного героя трагедии, либо его роковая ошибка, которая становится источником нравственных терзаний и чрезвычайно обостряет в нём сознание собственной вины, даже если вина эта, по современным понятиям, отсутствует. Недостаток характера изначально богатого и могущественного героя, который приводит к его трагическому падению. Например, в «Царе Эдипе» главный герой убивает отца и берёт в жёны мать, не имея представления о том, кем они ему приходятся.
- Жалкое заблуждение[англ.] — литературный термин, обозначающий приписывание человеческих эмоций и поведения вещам и объектам, встречающимся в природе, которые не имеют ничего общего с человеком. Это своего рода персонификация, которая встречается в поэтических описаниях, когда, например, облака кажутся угрюмыми, листья танцуют или когда камни кажутся равнодушными. Отражает настроение персонажа (обычно главного героя) в атмосфере или неодушевленных предметах. Понятие связано с антропоморфизмом и проекцией. Пример: описание бури в «Короле Лире», которое отражает умственное ухудшение состояния главного героя.
- Персонификация — представление природных явлений и сил, объектов, отвлечённых понятий в образе действующих лиц, в том числе человека, или признание за ними человеческих свойств; приписывание свойств человеческой психики предметам и явлениям реального или вымышленного мира: животным, растениям и явлениям природы. Например, в «Ромео и Джульетте» есть строки[59]:

Когда хорошо одетый апрель наступает на пятки

Хромающих зимних шагов.